# みんな集まれ!こどもうたまつり
『みんな集まれ！こどもうたまつり』（みんなあつまれ こどもうたまつり）は、2022年（令和4年）5月5日からNHK Eテレで不定期放送されている教育バラエティ番組。

## 概要
2022年5月5日に初めて放送され、以降は祝日など子どもが休日の日などに放送されることが多い。主にEテレで放送されている教育番組が参加し、番組の出演者が番組の歌を歌ったり、さまざまな企画に挑戦する。番組によっては収録スタジオからの中継で参加することがある。
放送は毎年のこどもの日、敬老の日、世界こどもの日、春休みの時期などに放送される。
2023年3月の放送では初めて番組テーマソングが発表され番組の終盤で歌われた。曲名は「こどもうたまつりだ！わっしょいしょい」。作詞・作曲は前山田健一。以降の放送回でオープニングに歌われるようになった。
スタジオセットは毎回テーマに沿ったバルーンアートで構成され、視聴者の目を楽しませる。

## 出演者

### MC
コージ園長（今田耕司）

### レギュラー出演
ワンワン
声・操演 - チョー
サボさん
声・操演 - 佐藤貴史
※第8弾は、『サボ子』としても登場。

### これまでの出演者

#### 第1回（第１部：午前8:25〜8:35 第2部：午前9時30分〜10時00分）
| 曲順 | 組   | 番組名                 | 出演者・キャラクター        | 歌唱曲               |
| ---- | ---- | ---------------------- | --------------------------- | -------------------- |
| OP   | OP   |                        | コージ園長                  | 世界中のこどもたちが |
| OP   | OP   | ワンワン               |                             | 世界中のこどもたちが |
| OP   | OP   | サボさん               |                             | 世界中のこどもたちが |
| 企画 | 企画 | ノージーのひらめき工房 | ノージー（声：古城望）      | こいのぼり           |
| 企画 | 企画 | ノージーのひらめき工房 | タノチーミー（演：CHI-MEY） | こいのぼり           |

| 曲順 | 組       | 番組名                        | 出演者・キャラクター                     | 歌唱曲                               |
| ---- | -------- | ----------------------------- | ---------------------------------------- | ------------------------------------ |
| 1    | ワンワン | ニャンちゅう!宇宙!放送チュー! | ニャンちゅう（声：津久井教生）           | 宇宙に夢チュー〜太陽系⭐︎わくわく星〜 |
| 1    | ワンワン | ニャンちゅう!宇宙!放送チュー! | タラスズ（演：鎮西寿々歌）               | 宇宙に夢チュー〜太陽系⭐︎わくわく星〜 |
| 2    | サボさん | みんなDEどーもくん!           | ゆいこ（演：大原ゆい子）                 | うだららら                           |
| 2    | サボさん | みんなDEどーもくん!           | あやか（演：大橋彩香）                   | うだららら                           |
| 2    | サボさん | みんなDEどーもくん!           | どーもくん（声：玄田哲章）               | うだららら                           |
| 2    | サボさん | みんなDEどーもくん!           | ななみちゃん（声：小桜エツコ）           | うだららら                           |
| 2    | サボさん | みんなDEどーもくん!           | たーちゃん（声：古城望）                 | うだららら                           |
| 3    | ワンワン | おかあさんといっしょ          | 花田ゆういちろう                         | ぼよよん行進曲                       |
| 3    | ワンワン | おかあさんといっしょ          | ながたまや                               | ぼよよん行進曲                       |
| 3    | ワンワン | おかあさんといっしょ          | 福尾誠                                   | ぼよよん行進曲                       |
| 3    | ワンワン | おかあさんといっしょ          | 秋元杏月                                 | ぼよよん行進曲                       |
| 企画 | 企画     | ストレッチマン・ゴールド      | ストレッチマン・ゴールド（演：結城洋平） | ストレッチマンたいそう               |
| 4    | サボさん | 忍たま乱太郎                  | 乱太郎（声：高山みなみ）                 | 勇気100％                            |
| 4    | サボさん | 忍たま乱太郎                  | きり丸（声：田中真弓）                   | 勇気100％                            |
| 4    | サボさん | 忍たま乱太郎                  | しんべヱ（声：一龍斎貞友）               | 勇気100％                            |
| 5    | ワンワン | いないいないばあっ!           | ワンワン                                 | かんぱーい!!                         |
| 5    | ワンワン | いないいないばあっ!           | はるちゃん（演：倉持春希）               | かんぱーい!!                         |
| 6    | サボさん | みいつけた!                   | オフロスキー（演：小林顕作）             | せかいのどこでおめでとう！           |
| ED   | ED       | 出演者全員                    |                                          | ツバメ                               |

#### 第2回
| 番組名                    | 出演者・キャラクター                       |
| ------------------------- | ------------------------------------------ |
| おかあさんといっしょ      | 坂田おさむ（7代目うたのおにいさん）        |
| いないいないばあっ!       | はるちゃん（演：倉持春希）                 |
| みいつけた!               | オフロスキー（演：小林顕作）               |
| おとうさんといっしょ      | ゆめちゃん（演：竹内夢）                   |
| おとうさんといっしょ      | まさともくん（演：望月雅友）               |
| おとうさんといっしょ      | シュッシュ（声・操演：柳原哲也）           |
| おとうさんといっしょ      | ポッポ（声・操演：野口かおる）             |
| おとうさんといっしょ      | パンタン駅長（声：岩崎ひろし）             |
| えいごであそぼ with Orton | メアリ（演：アレン明亜莉クレア）           |
| えいごであそぼ with Orton | ナオミ（演：奈緒美クレール）               |
| えいごであそぼ with Orton | アキラ（演：笹本旭）                       |
| ストレッチマン・ゴールド  | ストレッチマン・レジェンド（演：宇仁菅真） |
| みんなDEどーもくん!       | うさじい（声：茶風林）                     |
| ざわざわ森のがんこちゃん  | がんこちゃん（声：根本圭子）               |
| ざわざわ森のがんこちゃん  | ガメさん（声：野沢雅子）                   |
| はなかっぱ                | はなかっぱ（声：中川里江）                 |
| はなかっぱ                | ももかっぱちゃん（声：宍戸留美）           |
| はなかっぱ                | がりぞー（声：山口勝平）                   |

#### 第3回
| 番組名                             | 出演者・キャラクター                   |
| ---------------------------------- | -------------------------------------- |
| おかあさんといっしょ               | 横山だいすけ（11代目うたのおにいさん） |
| みんなDEどーもくん!                | ななみちゃん（声：小桜エツコ）         |
| ニャンちゅう!宇宙!放送チュー!      | コネル（演：岡田ひとみ）               |
| フックブックロー                   | けっさくくん（演：谷本賢一郎）         |
| フックブックロー                   | しおりちゃん（声：折笠富美子）         |
| VTR                                |                                        |
| クッキンアイドル アイ!マイ!まいん! | まいんちゃん（演：福原遥）             |

#### 第4回
| 番組名                         | 出演者・キャラクター                               |
| ------------------------------ | -------------------------------------------------- |
| いないいないばあっ!            | はるちゃん（演：倉持春希）                         |
| いないいないばあっ!            | おうちゃん（演：武石桜華）                         |
| おとうさんといっしょ           | ゆめちゃん（演：竹内夢）                           |
| おとうさんといっしょ           | まさともくん（演：望月雅友）                       |
| おとうさんといっしょ           | シュッシュ（声・操演：柳原哲也）                   |
| おとうさんといっしょ           | ポッポ（声・操演：野口かおる）                     |
| おとうさんといっしょ           | どんぐー（声・操演：山田はるか）                   |
| オハ! よ〜いどん               | 小林よしひさ                                       |
| テレどーも!                    | 小野あつこ                                         |
| テレどーも!                    | どーもくん（声：玄田哲章）                         |
| テレどーも!                    | たーちゃん（声：古城望）                           |
| えいごであそぼ Meets the World | きゃりー（演：きゃりーぱみゅぱみゅ）               |
| えいごであそぼ Meets the World | ズビー（演：ソーズビー・キャメロン）               |
| えいごであそぼ Meets the World | サフィー（演：サフィヤ）                           |
| えいごであそぼ Meets the World | リト（演：大場りと）                               |
| えいごであそぼ Meets the World | ツグミ（演：有田麗未）                             |
| えいごであそぼ Meets the World | シュン（演：駿之介）                               |
| 天才てれびくん                 | ティモンディ - 高岸宏行 - 前田裕太                 |
| 天才てれびくん                 | てれび戦士 - 稲毛眞生 - 筧礼 - 盛武美音 - 香月萌衣 |
| VTR                            |                                                    |
| ぐ〜チョコランタン             | スプー（声：橘ひかり）                             |
| ぐ〜チョコランタン             | アネム（声：くまいもとこ）                         |
| ぐ〜チョコランタン             | ズズ（声：千葉千恵巳）                             |
| ぐ〜チョコランタン             | ジャコビ（声：山口勝平）                           |

#### 第5回
| 番組名                           | 出演者・キャラクター |
| -------------------------------- | --- |
| おかあさんといっしょ             | 花田ゆういちろう |
| おかあさんといっしょ             | ながたまや |
| おかあさんといっしょ             | 佐久本和夢 |
| おかあさんといっしょ             | 秋元杏月 |
| いないいないばあっ!              | おうちゃん（演：武石桜華） |
| ワンワンわんだーらんど           | はるちゃん（演：倉持春希） |
| みいつけた!                      | オフロスキー（演：小林顕作） |
| ニャンちゅう!宇宙!放送チュー!    | ニャンちゅう（声：羽多野渉） |
| ニャンちゅう!宇宙!放送チュー!    | マイラ（演：新井舞良） |
| ゴー!ゴー!キッチン戦隊クックルン | タイゾウ（演：中村蒔伝） |
| ゴー!ゴー!キッチン戦隊クックルン | マイカ（演：マイカ・ピュ） |
| ゴー!ゴー!キッチン戦隊クックルン | クラム（演：高木波瑠） |
| みんなDEどーもくん!              | あやか（演：大橋彩香） |
| みんなDEどーもくん!              | ジャングルポケット - おたけ - シンジ（演：斉藤慎二）                                                                                  |
| みんなDEどーもくん!              | どーもくん（声：玄田哲章） |
| みんなDEどーもくん!              | ななみちゃん（声：小桜エツコ） |
| みんなDEどーもくん!              | うさじい（声：茶風林） |
| みんなDEどーもくん!              | たーちゃん（声：古城望） |
| コレナンデ商会                   | ジェイさん（演：川平慈英） |
| コレナンデ商会                   | ブルブルくん（声：えなりかずき） |
| コレナンデ商会                   | キーウィちゃん（声：吉木りさ） |
| コレナンデ商会                   | ターキーさん（声：北村岳子） |
| うたっておどろんぱ               | ひとみちゃん（演：吉田仁美） |
| うたっておどろんぱ               | おどるくん（声：渡辺久美子） |
| シャキーン!                      | ここちゃん（演：太田瑚々） |
| シャキーン!                      | はるか（演：佐々木春樺） |
| あおきいろ                       | ミドリーズ - あつき（演：盛永晶月） - りりな（演：山崎莉里那） - レクシー（演：レクシー・コール） - うきょう（演：中村羽叶） - ゆめり |

#### 第6回
| 番組名                 | 出演者・キャラクター                    |
| ---------------------- | --------------------------------------- |
| おかあさんといっしょ   | 速水けんたろう（8代目うたのおにいさん） |
| おかあさんといっしょ   | 茂森あゆみ（17代目うたのおねえさん）    |
| ワンワンわんだーらんど | はるちゃん（演：倉持春希）              |
| ワンワンわんだーらんど | ジャンジャン（声：足立夏海）            |
| みんなDEどーもくん!    | うさじい（声：茶風林）                  |
| おとうさんといっしょ   | パンタン駅長（声：岩崎ひろし）          |
| フックブックロー       | けっさくくん（演：谷本賢一郎）          |
| フックブックロー       | しおりちゃん（声：折笠富美子）          |
| フックブックロー       | もくじ（声：中尾隆聖）                  |
| おじゃる丸             | おじゃる丸（声：西村ちなみ）            |
| おじゃる丸             | アオベエ（声：一条和矢）                |
| おじゃる丸             | アカネ（声：南央美）                    |
| おじゃる丸             | キスケ（声：うえだゆうじ）              |
| にほんごであそぼ       | のはーな（演：南野巴那）                |
| にほんごであそぼ       | えいと（演：川原瑛都）                  |
| にほんごであそぼ       | あき（演：川田秋妃）                    |
| きょうの料理ビギナーズ | 高木ハツ江（声：佐久間レイ）            |
| VTR                    |                                         |
| ポコポッテイト         | ムテ吉（声：くまいもとこ）              |
| ポコポッテイト         | ミーニャ（声：加藤英美里）              |
| ポコポッテイト         | メーコブ（声：ひなたおさむ）            |

#### 第7回
| 番組名                 | 出演者・キャラクター                                                            |
| ---------------------- | ------------------------------------------------------------------------------- |
| おかあさんといっしょ   | つのだりょうこ（18代目うたのおねえさん）                                        |
| ぐ〜チョコランタン     | スプー（声：橘ひかり）                                                          |
| ぐ〜チョコランタン     | アネム（声：くまいもとこ）                                                      |
| ぐ〜チョコランタン     | ズズ（声：千葉千恵巳）                                                          |
| ぐ〜チョコランタン     | ジャコビ（声：山口勝平）                                                        |
| ワンワンわんだーらんど | はるちゃん（演：倉持春希）                                                      |
| おとうさんといっしょ   | ゆめちゃん（演：竹内夢）                                                        |
| ノージーのひらめき工房 | ノージー（声：古城望）                                                          |
| ノージーのひらめき工房 | タノチーミー（演：CHI-MEY）                                                     |
| 天才てれびくん         | てれび戦士 - 筧礼 - 池村咲良 - 江口慶 - シェパード龍アーサー - ポン璃菜アメリー |

#### 第8回
| 番組名                           | 出演者・キャラクター |
| -------------------------------- | --- |
| おかあさんといっしょ             | 花田ゆういちろう |
| おかあさんといっしょ             | ながたまや |
| おかあさんといっしょ             | 佐久本和夢 |
| おかあさんといっしょ             | 秋元杏月 |
| いないいないばあっ!              | おうちゃん（演：武石桜華） |
| ワンワンわんだーらんど           | はるちゃん（演：倉持春希） |
| ワンワンわんだーらんど           | コロ（演：一華） |
| みいつけた!                      | サボ子（声・操演：佐藤貴史） |
| ニャンちゅう!宇宙!放送チュー!    | ニャンちゅう（声：羽多野渉） |
| ニャンちゅう!宇宙!放送チュー!    | ミライ（演：日向未来） |
| ゴー!ゴー!キッチン戦隊クックルン | ヨモギ（演：斉藤柚奈） |
| ゴー!ゴー!キッチン戦隊クックルン | クリン（演：藤本風悟） |
| みんなDEどーもくん!              | ゆいこ（演：大原ゆい子） |
| みんなDEどーもくん!              | あやか（演：大橋彩香） |
| みんなDEどーもくん!              | ハナコ - 菊田 竜大 - 秋山 寛貴 - 岡部 大 |
| みんなDEどーもくん!              | どーもくん（声：玄田哲章） |
| みんなDEどーもくん!              | ななみちゃん（声：小桜エツコ） |
| みんなDEどーもくん!              | うさじい（声：茶風林） |
| みんなDEどーもくん!              | たーちゃん（声：古城望） |
| にほんごであそぼ                 | のはーな（演：南野巴那） |
| にほんごであそぼ                 | あき（演：川田秋妃） |
| にほんごであそぼ                 | さく（演：中村彩玖） |
| にほんごであそぼ                 | きいやま商店 - リョーサ - だいちゃん - マスト |
| ストレッチマンGO!                | ストレッチマンゴー（演：村山輝星） |
| あおきいろ                       | ミドリーズ - うきょう（演：中村羽叶） - りりあな（演：大野りりあな） - べに（演：イーグル紅） - めあり（演：アレン明亜莉クレア） - はるき（演：島崎陽貴） - あやと（演：山口彩人） |
| セサミストリート                 | エルモ（声：松本健太） |
| セサミストリート                 | ジュリア（声：竹田佳央里） |
| セサミストリート                 | クッキーモンスター（声：佐藤哲也） |

#### 第9回
| 番組名               | 出演者・キャラクター                 |
| -------------------- | ------------------------------------ |
| おとうさんといっしょ | ゆめちゃん（演：竹内夢）             |
| おとうさんといっしょ | まさともくん（演：望月雅友）         |
| おとうさんといっしょ | シュッシュ（声・操演：柳原哲也）     |
| おとうさんといっしょ | ポッポ（声・操演：野口かおる）       |
| フックブックロー     | けっさくくん（演：谷本賢一郎）       |
| フックブックロー     | もくじ（声：中尾隆聖）               |
| おかあさんといっしょ | 茂森あゆみ（17代目うたのおねえさん） |
| オハ! よ～いどん     | 小林よしひさ                         |
|                      | 中西圭三                             |

#### 第10回
| 番組名                 | 出演者・キャラクター                   |
| ---------------------- | -------------------------------------- |
| おかあさんといっしょ   | 横山だいすけ（11代目うたのおにいさん） |
| びじゅチューン!        | 井上涼                                 |
| いないいないばあっ!    | おうちゃん（演：武石桜華）             |
| ワンワンわんだーらんど | はるちゃん（演：倉持春希）             |
| ワンワンわんだーらんど | ジャンジャン（声：足立夏海）           |
| オハ! よ〜いどん       | オハロー（声：西山宏太朗）             |
| オハ! よ〜いどん       | オハぴょん（声：水瀬いのり）           |
| オハ! よ〜いどん       | ALI-KICK                               |
| つくってあそぼ         | ワクワクさん（演：久保田雅人）         |
| おーい!はに丸          | はに丸（声：田中真弓）                 |

出典:

## 放送日程
| 回 | 初回放送日          | サブタイトル                 | 備考                 |
| -- | ------------------- | ---------------------------- | -------------------- |
| 1  | 2022年05月05日 木曜 |                              | こどもの日           |
| 2  | 2022年09月19日 月曜 | 敬老の日スペシャル           | 敬老の日             |
| 3  | 2022年11月19日 土曜 | 世界こどもの日スペシャル     | 世界こどもの日       |
| 4  | 2023年03月29日 水曜 | 春のチャレンジ!スペシャル    | 春休み               |
| 5  | 2023年05月05日 金曜 | こどもの日 歌合戦スペシャル  | こどもの日           |
| 6  | 2023年09月18日 月曜 | 敬老の日スペシャル           | 敬老の日             |
| 7  | 2023年11月03日 金曜 | NHK交響楽団コラボスペシャル  | 文化の日             |
| 8  | 2024年05月05日 日曜 | こどもの日 歌合戦スペシャル  | こどもの日           |
| 9  | 2024年09月16日 月曜 | 敬老の日リクエストスペシャル | 敬老の日             |
| 10 | 2024年11月04日 月曜 | 芸術の秋スペシャル           | 文化の日（振替休日） |
| 11 | 2025年03月29日 土曜 | 放送100年スペシャル          | 放送100年・春休み    |